# Freak Out!
Freak Out! este albumul de debut al trupei americane The Mothers of Invention, lansat pe 27 iunie 1966 prin Verve Records. Considerat adesea ca unul din primele albume conceptuale din muzica rock, materialul reprezintă expresia satirică a  percepției liderului formației, Frank Zappa, asupra culturii pop americane. Discul a fost de asemenea unul din primele albume duble din muzica rock. În Regatul Unit, însă, albumul a fost lansat sub forma unui singur disc.
Albumul a fost produs de Tom Wilson, care semnase cu The Mothers - un grup care la început cânta prin baruri și se numea The Soul Giants. Zappa a spus mulți ani mai târziu că Wilson le oferise un contract crezând că The Mothers sunt o trupă de blues. Pe album se găsesc vocalistul Ray Collins, basistul Roy Estrada, bateristul Jimmy Carl Black și chitaristul Elliot Ingber, care mai târziu se va alătura formației lui Captain Beefheart, The Magic Band sub numele de Winged Eel Fingerling.
Repertoriul original al grupului era format din piese cover rhythm and blues; cu toate acestea după ce Zappa s-a alăturat trupei, i-a încurajat pe restul membrilor să cânte materiale originale scrise de acesta, iar numele formației a fost schimbat în The Mothers. Conținutul muzical de pe Freak Out! variază de la rhythm and blues, doo-wop și muzică rock cu influențe de blues la aranjamente orchestrale și colaje sonore de avangardă. Deși, inițial, albumul nu a impresionat în Statele Unite,  a fost un succes în Europa. În America a căpătat statutul de album cult continuând să se vândă în cantități substanțiale până la începutul anilor '70.
Albumul a influențat producția discului Sgt. Pepper's Lonely Hearts Club Band al celor de la The Beatles. În 1999, Freak Out! a primit premiul Grammy Hall of Fame iar în 2003 a fost inclus în Lista celor mai bune 500 de albume ale tuturor timpurilor stabilită de revista Rolling Stone. În 2006, The MOFO Project/Object, un documentar audio despre realizarea albumului a fost lansat cu ocazia împlinirii a 40 de ani de la apariția materialului.

## Tracklist

### Disc 1
1. "Hungry Freaks, Daddy" (3:32)
2. "I Ain't Got No Heart" (2:34)
3. "Who Are the Brain Police?" (3:25)
4. "Go Cry on Somebody Else's Shoulder" (3:43)
5. "Motherly Love" (2:50)
6. "How Could I Be Such a Fool?" (2:16)
7. "Wowie Zowie" (2:55)
8. "You Didn't Try to Call Me" (3:21)
9. "Any Way the Wind Blows" (2:55)
10. "I'm Not Satisfied" (2:41)
11. "You're Probably Wondering Why I'm Here" (3:41)

### Disc 2
1. "Trouble Every Day" (5:53)
2. "Help, I'm a Rock" (8:37)
3. "The Return of the Son of Monster Magnet" (Unfinished Ballet in Two Tableaux) (12:22)

- Toate cântecele au fost compuse de Frank Zappa cu excepția piesei "Go Cry on Somebody Else's Shoulder", compusă de Frank Zappa și Ray Collins.